# アイ・エス・ガステム
アイエスジー株式会社は、千葉県船橋市に本社を置く、LPガスの個別・集中供給、ガス機器・住宅設備機器の販売・施工等を中心に行う企業である。

## 沿革
- 1884年（明治17年） 東京本所相生町薪炭問屋石井商店を開業
- 1934年（昭和9年） 千葉県市川市菅野へ移転
- 1950年（昭和25年） 千葉県市川市にて、株式会社石井商店設立
- 1967年（昭和42年） 千葉県松戸市に営業所設置。LPガス販売事業参入
- 1973年（昭和48年） 千葉県船橋市に船橋LPガス供給センター(現船橋配送センター)開設
- 1988年（昭和63年） 商号をアイ・エス・ガステム株式会社に変更
- 1990年（平成2年） 船橋市本社ビル完成
- 1991年（平成3年） 千葉県八街市に八街LPガス供給センター(現八街配送センター)開設
- 1994年（平成6年） 千葉県船橋市に本社移転
- 1999年（平成11年） リフォーム事業・環境事業グリストラップ・クリーンサービス開始
- 2001年（平成13年） 茨城支店(現つくば支店)茨城県土浦市移転。
- 2002年（平成14年） 千葉支店新社屋完成。埼玉県春日部市に埼玉支店開設
- 2006年（平成18年） 八街配送センターに新充填所増設。茨城県那珂市に水戸支店開設。千葉県八街市に容器検査場開設
- 2008年（平成20年） 南総支店(現千葉南支店)千葉市緑区移転
- 2010年（平成22年） 東京都江戸川区に江戸川営業所開設
- 2010年（平成22年） 潮来営業所を茨城県潮来市へ移転
- 2011年（平成23年） 流山営業所新築移転
- 2011年（平成23年） 千葉南支店(現おゆみ野営業所)千葉県茂原市へ移転
- 2013年（平成25年） 八街配送センター「中核充填所」として経済産業省認定[5]
- 2016年（平成28年） 千葉県船橋市にリノべる。船橋Office を開設
- 2020年（令和2年）  電力小売事業参入
- 2021年（令和3年） つくば支店（茨城県土浦市）をつくば市へ移転
- 2021年（令和3年） 千葉県成田市に成田営業所、住宅リフォーム事業部 成田店を開設
- 2021年（令和3年） 商号をアイエスジー株式会社に変更

## 事業内容
- エネルギー事業
- 住宅リフォーム事業
- 環境事業

## 事業所
- 支店
  - 中央支店
  - 千葉支店
  - 千葉南支店
  - つくば支店
  - 水戸支店
- 営業所
  - 千葉県
    - 流山営業所
    - 旭営業所
    - 木更津営業所
    - おゆみ野営業所
    - 印西営業所
    - 成田営業所

  - 茨城県
    - 美浦営業所
    - 結城営業所
    - 小川営業所
    - 潮来営業所

  - 東京都
    - 江戸川営業所

  - 埼玉県
    - 埼玉営業所
- サービスセンター
  - 千葉県
    - 東葛サービスセンター
    - 千葉サービスセンター

  - 茨城県
    - 茨城サービスセンター
    - 水戸サービスセンター

  - 埼玉県
    - 埼玉サービスセンター

  - 神奈川県
    - 横浜サービスセンター

  - 東京都
    - 東京サービスセンター
- 配送センター
- 船橋配送センター
- 八街配送センター
- 美浦配送センター

## 関連会社
- 株式会社DAISHU